# Eudes af Orléans (født 1968)
Eudes, hertug af Angoulême (fransk: Eudes Thibaut Joseph Marie d'Orléans) (født 18. marts 1968 i Paris, Frankrig) er en fransk prins.

## Forfædre
Prins Eudes er søn af Henri af Orléans og Marie-Thérèse af Württemberg. Han er desuden sønnesøn af prins Henri af Orléans, greve af Paris, der var fransk tronprætendent fra 1940 til 1999.

## Familie
Prins Eudes er gift, og han har en datter og en søn.